# Parafia św. Marii Magdaleny w Chomentowie
Parafia św. Marii Magdaleny w Chomentowie – parafia rzymskokatolicka, znajdująca się w diecezji kieleckiej, w dekanacie chęcińskim.

## Proboszczowie
- ks. Paweł Kolanowski (od 2013)[1]